# Siennica Różana (gmina)
Pour les articles homonymes, voir Siennica Różana.
Siennica Różana est une gmina rurale (gmina wiejska) de la powiat de Krasnystaw, dans la Voïvodie de Lublin, dans l'est de la Pologne.
Son siège administratif (chef-lieu) est le village de Siennica Różana, qui se situe environ 11 kilomètres (km) à l'est de Krasnystaw (siège du powiat) et 59 kilomètres au sud-est de la capitale régionale Lublin (capitale de la voïvodie).
La gmina couvre une superficie de 98,37 km2 pour une population de 4 402 habitants en 2006.

## Histoire
De 1975 à 1998, la gmina est attachée administrativement à l'ancienne Voïvodie de Chełm.

Depuis 1999, elle fait partie de la nouvelle voïvodie de Lublin.

## Géographie

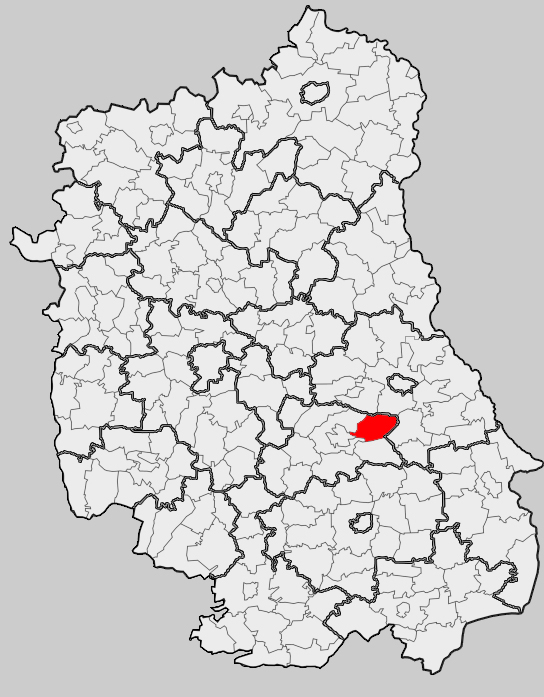
Position de la gmina dans la voïvodie

La gmina inclut les villages de:
- Baraki
- Boruń
- Kozieniec
- Maciejów
- Rudka
- Siennica Królewska Duża
- Siennica Królewska Mała
- Siennica Różana
- Stójło
- Wierzchowiny
- Wola Siennicka
- Zagroda
- Żdżanne
- Zwierzyniec

### Gminy voisines
La gmina de Siennica Różana est voisine de:

la ville de:
- Krasnystaw

et les gminy de:
- Chełm
- Kraśniczyn
- Krasnystaw
- Leśniowice
- Rejowiec

## Structure du terrain
D'après les données de 2002, la superficie de la commune de Siennica Różana est de 98,37 kilomètres carrés, répartis comme telle :
- terres agricoles : 71 %
- forêts : 22 %

La commune représente 8,65 % de la superficie du powiat.

## Démographie
Données du 30 juin 2004:
| Description        | Total  | Total | Femmes | Femmes | Hommes | Hommes |
| ------------------ | ------ | ----- | ------ | ------ | ------ | ------ |
| Unité              | Nombre | %     | Nombre | %      | Nombre | %      |
| Population         | 4 452  | 100   | 2 306  | 51,8   | 2 146  | 48,2   |
| Densité (hab./km²) | 45,3   | 45,3  | 23,4   | 23,4   | 21,8   | 21,8   |